# Стеван Дивјаковић
Стеван Дивјаковић (Нови Сад, 25. јул 1953) српски је композитор савремене класичне музике. 

## Биографија
Дипломирао је 1979. године и магистрирао 1995. године на Академији уметности у Новом Саду – одсек композиција у класи професора Рудолфа Бручија. Стеван је радио као професор и директор музичке школе „Исидор Бајић”, управник Српског народног позоришта  у Новом Саду, као и професор и директор на Високој школи струковних студија за образовање васпитача у Новом Саду.
Својим уметничким ауторитетом Дивјаковић 1987. године обнавља фестивал „ Новосадске музичке свечаности“  у организацији Музичке омладине Новог Сада. Он је био уметнички руководилац фестивала НОМУС, Војвођанске филхармоније и пијанистичког такмичења „Дунав“, члан савета и председник жирија Натпевавање „Мокрањчеви дани“ поводом 150 година од рођења Стевана Стојановића Мокрањца.
Жанровски богат опус, сведочи о аутору заинтересованим за различите правце музике друге половине 20. века. Дивјаковићев опус обухвата опера, два балета, дела за хор, оркестар, вокално-инструменталну музику, камерну музику, солистичку и  музику за драмске представе. Његове композиције изводе се  у готово свим земљама Европе.

## Награде и признања
Добитник је великог броја награда и признања:
- Награда „Петар Коњовић[3]” за животно дело за музичко стваралаштво од националног значаја 2019.
- Прва награда на конкурсу Европске Радиодифузне Уније (ЕБУ), за композицију „Свечана увертира“ за симфонијски оркестар, 1984.
- Октобарска награда града Новог Сада 1989.
- Повеља града Новог Сада, 1986.
- СИЗ Културе Војводине 1989. додељује награду Стевану Дивјаковићу композитору, за дела „Свечана увертира“ и „Алтум силентиум“
- Награда „Јован Поповић“, као друштвено признање за стваралаштво и рад од посебног значаја за неговање традиција народноослободилачког рата и социјалистичке револиције народа и народности Војводине у области музичког стваралаштва 1987.
- СИЗ Културе града Новог Сада додељује захвалницу Стевану Дивјаковићу 1988. за подстицај музичког стваралаштва
- Универзитет у Новом Саду 2012. Поводом 50-то годишњице АКУД „Соња Маринковић додељује златну значку Стевану Дивјаковићу за изразит уметнички допринос.

## Најзначајнија дела
- „Косовска елегија“ за клавир, виолину, флауту и сопран
- „Први гудачки квартет“
- Други гудачки квартет „Lamento per Salvador Allende“
- „Sinfonietta Dramatica“ за оркестар хармоника и удараљке
- „Увертира“ за оркестар хармоника и удараљке
- „Аltum silentium“ ( Дубока тишина ) за хор, гудачки оркестар, соло сопран, бас, клавир и удараљк
- „Свечана увертира“ за симфонијски оркестар
- „Симфонијска поема Феникс“ за симфонијски оркестар
- „Владимир и Косара“[4] - опера у три чина[5]
- „Предсмртна љубавна песма “ – балет (либрето Симон Грабовац)
- „ Аltum silentium “ – балет (либрето Марк Богарт)
- „ Бановић Страхиња “ - балет (либрето Перо Зубац)
- „ Владимир и Косара“ – опера у два чина (либрето приредио Стеван Дивјаковић користећи либрето „ Владимир и Косара“ Петра Прерадовића, и трагедију „Владислав“Јована Стерије Поповића)

Музика за драмске представе:
- Мурлин Мурло Н. Кољаде, Ревизор Н. В. Гогоља, Поп Ћира и поп Спира С. Сремца  Лаки комад  Н. Ромчевића,  Мера за меру  В. Шекспира  Ожалошћена породица  Б. Нушића, Грета, страница 89 Л. Хибнера, Мрешћење шарана А. Поповића